# La Jana
 (février 2013).
Si vous disposez d'ouvrages ou d'articles de référence ou si vous connaissez des sites web de qualité traitant du thème abordé ici, merci de compléter l'article en donnant les références utiles à sa vérifiabilité et en les liant à la section « Notes et références ».
Ne doit pas être confondu avec La Jana (actrice).

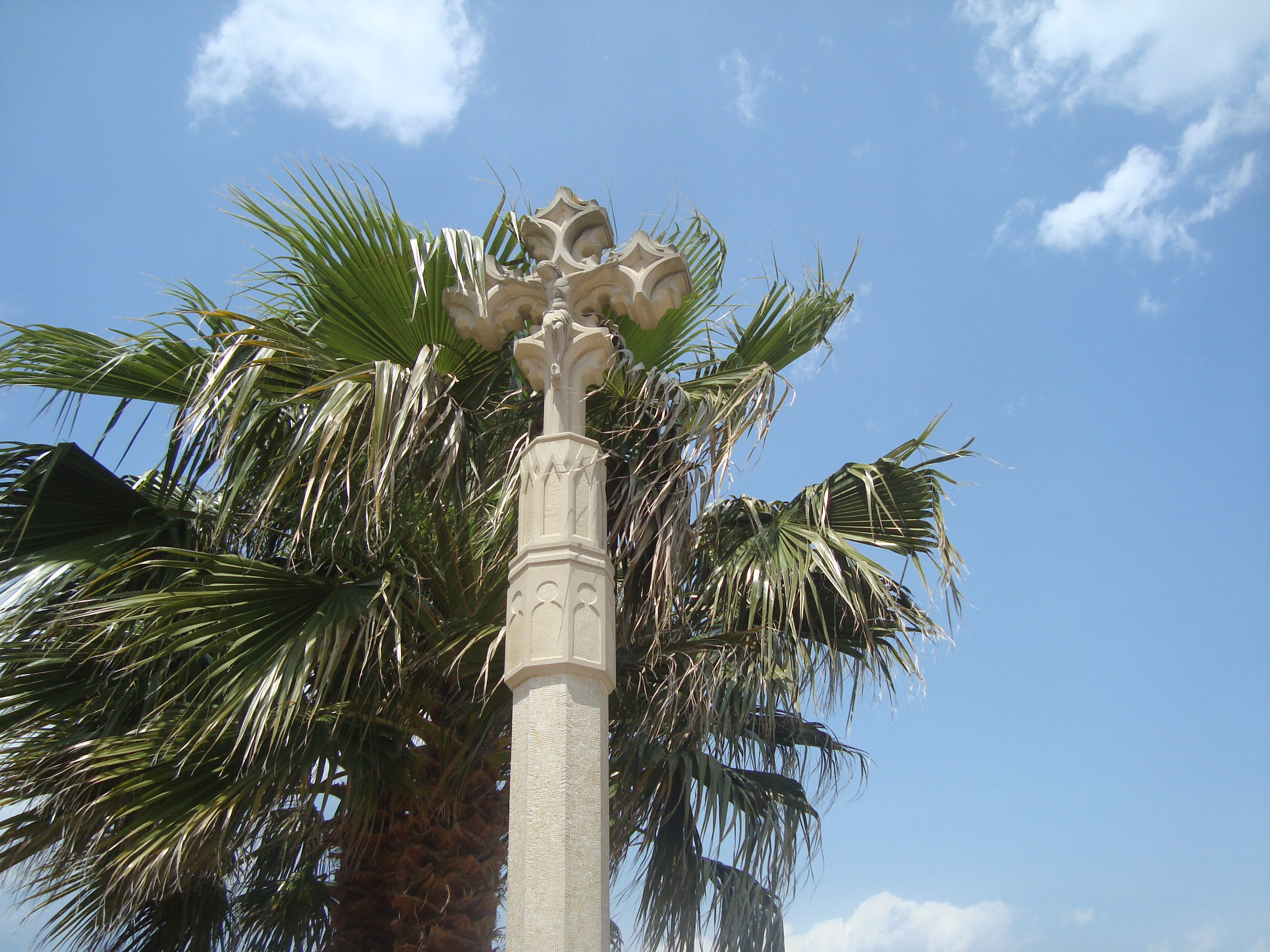
La Jana

La Jana (en valencien et en castillan) est une commune d'Espagne de la province de Castellón dans la Communauté valencienne. Elle est située dans la comarque du Baix Maestrat et dans la zone à prédominance linguistique valencienne. Elle fait partie de la mancomunidad de la Taula del Sénia.

## Géographie

Localisation de La Jana
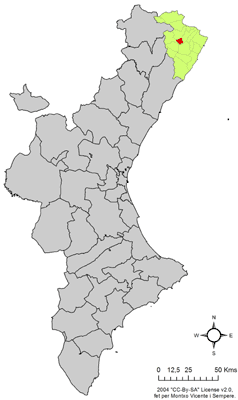
dans la Communauté valencienne.
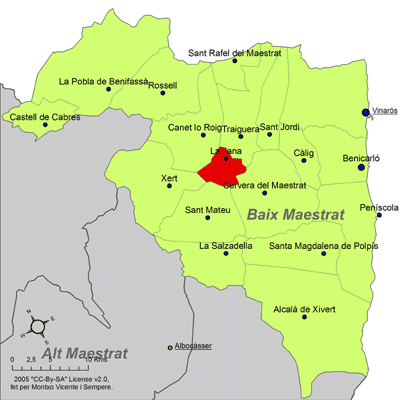
dans la comarque du Baix Maestrat.

La Jana est située dans le secteur septentrional de la comarque, sur un terrain doucement ondulé.

### Localités limitrophes
Le territoire de La Jana est voisin des localités suivantes :
Canet lo Roig, Traiguera, Cervera del Maestre, San Mateo, et Chert toutes dans la province de Castellón.

## Histoire
Un peuplement ibère a été découvert à els Castellets et à els Vilarojos.
À l'époque romaine, La Jana devait coïncider avec Intibilis, située sur la Via Augusta à 27 milles de Dertosa (Tortosa), d'après les Vases Apollinaires. Des restes de tuiles, de céramiques, de monnaies, ainsi qu'une statuette d' Hercules découverte en 1943 sur la Grand Place confirment une présence romaine.

### Les Hospitaliers et l'ordre de Montesa
La Jana faisait partie du bailliage de Cervera. Elle était un fief des Hospitaliers de l'ordre de Saint-Jean de Jérusalem de 1233 jusqu'en 1319, et ensuite de l'ordre de Montesa jusqu'au XIXe siècle. On ne connaît pas sa charte de peuplement (Carta Puebla), très probablement accordée dans la décennie de 1240 ; durant l'époque médiévale, elle fut une petite localité sur le territoire de Cervera. En 1540, le grand maître de l'Ordre lui a donné un statut de ville indépendante. Au XVIIIe siècle, durant la Guerre de Succession d'Espagne, elle était dans le camp de Philippe de Bourbon.

## Démographie
Le nombre d'habitants était de 1 350 habitantes en 1850, 2 232 en 1900 et 955 en 1990.
| 1990 | 1992 | 1994 | 1996 | 1998 |
| ---- | ---- | ---- | ---- | ---- |
| 955  | 921  | 908  | 848  | 823  |

| 2000 | 2002 | 2004 | 2005 | 2013 |
| ---- | ---- | ---- | ---- | ---- |
| 812  | 792  | 820  | 828  | 739  |

## Administration
| Liste des maires |                            |           |         |
| Période          | Identité                   | Parti     | Qualité |
| 1979-1983        | Marcelino Beltrán Balaguer | UCD       | -       |
| 1983-1987        | Vicente Balaguer Pavia     | PSOE      | -       |
| 1987-1991        | Eleuterio Boix             | PP        | -       |
| 1991-1995        | Eleuterio Boix             | PP        | -       |
| 1995-1999        | Vicente Prades             | PP        | -       |
| 1999-2003        | Vicente Prades             | PP        | -       |
| 2003-2007        | Juan Gargallo Balaguer     | PSPV-PSOE | -       |
| 2007-2011        | Juan Gargallo Balaguer     | PSPV-PSOE | -       |
| 2011-2015        | Joaquín Lladser Balaguer   | PP        | -       |

## Économie
L'économie du village est basée sur l'agriculture, surtout la culture des oliviers, ainsi que les amandiers et caroubiers. On trouve également des élevages de poules, porcs et lapins.

## Monuments et sites
- Iglesia parroquial. Dédiée à San Bartolomé, elle est de la fin du XVIIe siècle avec un grand portail baroque.
- Casco urbano. centre urbain d'intérêt architectural.
- Colline del Castellet. Un des sites les plus pittoresques et où se trouve un site ibérique.

## Fêtes locales
- le 5 janvier, Entrée des Rois.
- lundi de Pâques, pèlerinage au Real Santuari de la Mare de Deu de la Font de la Salut.
- Fiestas Patronales. Elles se célèbrent à partir du 24 août en l'honneur du saint patron San Bartolomé.